# Greg Haugen
Pour les articles homonymes, voir Haugen.
Gregory Lee Haugen, dit Greg Haugen, est un boxeur américain né le 31 août 1960 à Auburn (État de Washington) et mort dans la même ville le 23 février 2025.

## Carrière
Champion du monde des poids légers IBF le 5 décembre 1986 après sa victoire aux points contre Jimmy Paul, Greg Haugen s'incline l'année suivante face à Vinny Pazienza puis prend sa revanche le 6 février 1988. Battu à son tour par Pernell Whitaker le 18 février 1989, Greg Haugen devient un éphémère champion du monde des super-légers WBO de février à mai 1991. Il met un terme à sa carrière en 1999 sur un bilan de 40 victoires, 10 défaites et 1 match nul
Haugen a perdu contre le Mexicain Chavez au Mexique, ville de Mexico au stade Azteca.